# Сант'Андреа (Изернија)
Сант'Андреа је насеље у Италији у округу Изернија, региону Молизе.
Према процени из 2011. у насељу је живело 27 становника. Насеље се налази на надморској висини од 972 м.